# 마쿠리아
마쿠리아(Makuria, 고대 누비아어:ⲇⲱⲧⲁⲩⲟ, 도타워(Dotawo), 그리스어: Μακογρια, 마쿠리아(Makouria), 아랍어:المقرة, 알무꾸르라(al-Muqurra))는 현재의 수단 북부와 이집트 남부에 위치한 누비아 왕국이다. 마쿠리아의 영토는 나일강을 따라 나일강의 세번째 폭포에서 아부 하마드(Abu Hamad) 남부 및 북코르도판주의 일부 지역이었다. 수도는 고대 동골라(Old Dongola, 고대 누비아어: 퉁굴(Tungul))이고, 때때로 수도의 이름으로 왕국이 알려지기도 했다.
6세기 말, 마쿠리아는 국교를 기독교로 정하였다. 그러나 7세기에 이르러 북쪽의 이집트가 이슬람 군대에게 점령당하였고, 651년에 이슬람 군대가 마쿠리아를 침공하였다. 마쿠리아는 이슬람의 공격을 격퇴하고 바그트(Bagt)로 알려진 조약을 맺음으로써 13세기까지 양쪽의 관계는 비교적 평화로웠다. 마쿠리아는 7세기 경에 북쪽의 이웃인 노바티아(Nobatia)를 합병하여 영토를 확장했고, 남쪽의 알로디아(Alodia) 왕국과는 친밀한 유대 관계를 유지하였다. 9세기에서 11세기까지의 기간은 마쿠리아의 문화 발전이 정점을 찍은 때였다. 거대한 건물을 새롭게 건립하였고, 벽화 및 정교하게 공예, 장식된 도자기와 같은 예술이 번창하였으며, 누비아어는 널리 퍼진 문자 언어가 되기 시작했다.
13세기에서 14세기까지 이집트의 늘어난 위협, 내부적 분열, 베두인(Bedouin)인들의 급습 및 당시 전염병이 돌았을 가능성과 무역로의 변동은 마쿠리아의 쇠퇴를 불러왔다. 1365년에 일어난 내전으로 인해 왕국은 수도 동골라를 포함해 남부 영토를 대거 상실하고 잔재국으로 쇠락하였고, 오스만 제국이 저누비아(Lower Nubia)를 점령한 1560년대에 소멸하였다. 이후 누비아 지역은 결과적으로 이슬람화되었고, 누비아인이 거주하던 알 답바흐(Al Dabbah)와 코르도판에 있는 나일강 상류 지역 또한 아랍화되었다.

## 같이 보기
- 수단의 역사

1. ↑  Murray, John (1822). “Kingdom of Makuria”. 《Dorota Dzierzbicka》 22 (22): 663–677. 2022년 12월 28일에 원본 문서에서 보존된 문서. 2023년 9월 14일에 확인함.